# Qualche giorno con me
Qualche giorno con me (Quelques jours avec moi) è un film del 1988 diretto da Claude Sautet.